# Gynacantha stevensoni
Gynacantha stevensoni är en trollsländeart som beskrevs av Fraser 1927. Gynacantha stevensoni ingår i släktet Gynacantha och familjen mosaiktrollsländor. IUCN kategoriserar arten globalt som otillräckligt studerad. Inga underarter finns listade i Catalogue of Life.